# ФК «Крылья Советов» Куйбышев в сезоне 1963
Сезон 1963 — 19-й сезон «Крыльев Советов» в чемпионате СССР. По итогам чемпионата команда заняла 15-е место.  

## Чемпионат СССР

### Турнирная таблица
| Место | Команда                   | И  | В  | Н  | П  | Мячи  | О  |
| ----- | ------------------------- | -- | -- | -- | -- | ----- | -- |
| 13    | Молдова (Кишинёв)         | 38 | 8  | 16 | 14 | 27-43 | 32 |
| 14    | Кайрат (Алма-Ата)         | 38 | 10 | 12 | 16 | 28-47 | 32 |
| 15    | Крылья Советов (Куйбышев) | 38 | 11 | 7  | 20 | 45-53 | 29 |
| 16    | Динамо (Ленинград)        | 38 | 7  | 15 | 16 | 37-51 | 29 |
| 17    | Локомотив (Москва)        | 38 | 5  | 19 | 14 | 37-54 | 29 |

### Матчи
| 31 марта 1963 1 тур | Торпедо (Кутаиси) | 1:1 | Крылья Советов (Куйбышев) |  |

| 05 апреля 1963 2 тур | Динамо (Тбилиси) | 1:0 | Крылья Советов (Куйбышев) |  |

| 10 апреля 1963 3 тур | Арарат (Ереван) | 2:1 | Крылья Советов (Куйбышев) |  |

| 15 апреля 1963 4 тур | Крылья Советов (Куйбышев) | 2:2 | Динамо (Ленинград) |  |

| 20 апреля 1963 5 тур | Крылья Советов (Куйбышев) | 1:0 | СКА (Ростов-на-Дону) |  |

| 25 апреля 1963 6 тур | Крылья Советов (Куйбышев) | 0:1 | Нефтяник (Баку) |  |

| 02 мая 1963 7 тур | Крылья Советов (Куйбышев) | 4:0 | Кайрат (Алма-Ата) |  |

| 08 мая 1963 8 тур | Крылья Советов (Куйбышев) | 1:0 | Пахтакор (Ташкент) |  |

| 13 мая 1963 9 тур | Шахтер (Донецк) | 1:0 | Крылья Советов (Куйбышев) |  |

| 18 мая 1963 10 тур | Авангард (Харьков) | 3:1 | Крылья Советов (Куйбышев) |  |

| 29 мая 1963 11 тур | Крылья Советов (Куйбышев) | 3:3 | Молдова (Кишинёв) |  |

| 03 июня 1963 12 тур | Динамо (Москва) | 2:1 | Крылья Советов (Куйбышев) |  |

| 08 июня 1963 13 тур | Крылья Советов (Куйбышев) | 3:1 | Динамо (Киев) |  |

| 12 июня 1963 14 тур | ЦСКА (Москва) | 1:0 | Крылья Советов (Куйбышев) |  |

| 20 июня 1963 15 тур | Крылья Советов (Куйбышев) | 1:3 | Спартак (Москва) |  |

| 25 июня 1963 16 тур | Крылья Советов (Куйбышев) | 0:2 | Зенит (Ленинград) |  |

| 08 июля 1963 18 тур | Крылья Советов (Куйбышев) | 1:0 | Локомотив (Москва) |  |

| 13 июля 1963 19 тур | Динамо (Минск) | 0:0 | Крылья Советов (Куйбышев) |  |

| 09 августа 1963 17 тур | Крылья Советов (Куйбышев) | 0:2 | Торпедо (Москва) |  |

| 22 августа 1963 20 тур | Динамо (Киев) | 2:1 | Крылья Советов (Куйбышев) |  |

| 25 августа 1963 21 тур | Динамо (Ленинград) | 4:1 | Крылья Советов (Куйбышев) |  |

| 30 августа 1963 22 тур | Крылья Советов (Куйбышев) | 3:0 | Торпедо (Кутаиси) |  |

| 03 сентября 1963 23 тур | Спартак (Москва) | 2:0 | Крылья Советов (Куйбышев) |  |

| 07 сентября 1963 24 тур | Крылья Советов (Куйбышев) | 0:0 | Динамо (Тбилиси) |  |

| 11 сентября 1963 25 тур | СКА (Ростов-на-Дону) | 4:1 | Крылья Советов (Куйбышев) |  |

| 14 сентября 1963 26 тур | Крылья Советов (Куйбышев) | 0:1 | Динамо (Москва) |  |

| 25 сентября 1963 27 тур | Крылья Советов (Куйбышев) | 1:0 | Динамо (Минск) |  |

| 28 сентября 1963 28 тур | Крылья Советов (Куйбышев) | 2:0 | Авангард (Харьков) |  |

| 01 октября 1963 29 тур | Торпедо (Москва) | 3:2 | Крылья Советов (Куйбышев) |  |

| 07 октября 1963 36 тур | Зенит (Ленинград) | 2:1 | Крылья Советов (Куйбышев) |  |

| 14 октября 1963 30 тур | Локомотив (Москва) | 2:2 | Крылья Советов (Куйбышев) |  |

| 19 октября 1963 31 тур | Крылья Советов (Куйбышев) | 2:0 | Шахтер (Донецк) |  |

| 23 октября 1963 32 тур | Кайрат (Алма-Ата) | 2:1 | Крылья Советов (Куйбышев) |  |

| 27 октября 1963 33 тур | Крылья Советов (Куйбышев) | 2:0 | Арарат (Ереван) |  |

| 31 октября 1963 34 тур | Нефтяник (Баку) | 1:0 | Крылья Советов (Куйбышев) |  |

| 14 ноября 1963 35 тур | Пахтакор (Ташкент) | 5:2 | Крылья Советов (Куйбышев) |  |

| 22 ноября 1963 37 тур | Крылья Советов (Куйбышев) | 4:0 | ЦСКА (Москва) |  |

| 27 ноября 1963 38 тур | Молдова (Кишинёв) | 0:0 | Крылья Советов (Куйбышев) |  |

## Кубок СССР
| 16 июня 1963 1/16 финала | Динамо (Талинн) | 0:0 (д.в.) | Крылья Советов (Куйбышев) |  |

| 17 июля 1963 1/16 финала (переигровка) | Динамо (Талинн) | 3:1 | Крылья Советов (Куйбышев) |  |